# Central Gardens
Central Gardens est une census-designated place située dans le comté de Jefferson, dans l’État du Texas, aux États-Unis. Sa population s’élevait à 4 373 habitants lors du recensement de 2020.